# Vyšemír z Blatné
Vyšemír z Blatné (zemřel před 1243; latinsky Wissemiro) byl český velmož z blatenské větve rodu Bavorové ze Strakonic.

## Život
Narodil se jako syn Klušny, bratra olomouckého komorníka Bavora. Společně s ním a Ivanem, jeho bratrem, jej poprvé nalézáme na listině z roku 1211 jako svědka. Spolu s bratrem se pak objevuje na několika listinách, například v roce 1225 na listině, která potvrzuje obdarování řádu johanitů uskutečněné Bolemilou z Radomyšle. V roce 1235 se objevuje po boku Bavora I. ze Strakonic. Další informace o něm chybí, před rokem 1243 zřejmě zemřel. S neznámou manželkou měl tři syny, Předotu z Blatné, Bavora z Blatné a Dluhomila z Blatné.